# Nick Carter (hudebník)
Nickolas Gene Carter (* 28. ledna 1980, Jamestown, New York, USA) je americký hudebník, zpěvák a herec. Nejvíc je známý jako člen popové skupiny Backstreet Boys. 
V roce 2015 vydal tři sólová alba, Now Or Never, I'm Taking Off, a All American. Vytvořil příležitostné televizní vystoupení a hrál ve svých vlastních reality show House of Carters a I Heart Nick Carter. Slávu získal v polovině 90. let a na počátku roku 2000 byl idol pro teenagery. Carter začal s hereckou a pěveckou kariérou již v mladém věku, kdy ho jeho matka zapisovala do lekcí zpěvu a tanečních lekcí. Je starším bratrem zpěváka Aarona Cartera. V roce 1990 si zahrál roli souseda ve filmu Střihoruký Edward.